# Журавлёва, Юлия Викторовна
Юлия Викторовна Журавлёва (15 января 1976) — российская футболистка, защитник. Мастер спорта России (1994).

## Биография
В 1994—1995 годах выступала в высшем дивизионе России за один из сильнейших клубов страны — воронежскую «Энергию». В большинстве своих матчей выходила на замены. Чемпионка России 1995 года (в «золотом матче» не играла), серебряный призёр чемпионата страны 1994 года. Обладательница Кубка России 1995 года (вышла на замену в одном из двух матчей), финалистка Кубка страны 1994 года (в финале не играла). В любительских чемпионатах России по мини-футболу играла за команды «Спорт-исток» (Фрязино) и московскую «Нику».
С начала 2020 годов принимала участие в любительских соревнованиях по мини-футболу в составе команды «Олимп» (Фрязино).